# Kyrkviken, Grängesberg
Kyrkviken är en badplats invid sjön Norra Hörken cirka tre kilometer utanför Grängesberg. 
Invid Kyrkviken ligger ett litet sommarstugeområde.